# Квіти для Олі
«Квіти для Олі» — радянський художній фільм 1976 року, знятий режисером Радомиром Василевським на Одеській кіностудії.

## Сюжет
Українське селище. Сім'ю Зіни залишає батько, і вона з матір'ю опиняється у тяжкому матеріальному становищі. Її однокласник Альоша, здібний учень та талановитий хлопець, йде працювати на лісозаготівлі та допомагає дівчині закінчити школу. Тут на лісозаготівлях, ризикуючи життям, Альоша рятує туристку Олю і закохується у дівчину.

## У ролях
- Ганна Надточій — Оля
- Олександр Лихачов — Альоша, хлопчик, що мріє стати конструктором танків
- Вадим Шевченко — Альоша в дитинстві
- Ольга Догадкіна — Зіна Сударушкіна, подруга та однокласниця Альоші
- Вікторія Ринкова — Зіна Сударушкіна в дитинстві
- Альгіс Арлаускас — Вітя Сойкін, однокласник Альоші, «поет»
- Наталія Гореванова — Кланя, однокласниця Альоші
- Андрій Гусєв — Митя, однокласник Альоші
- Тамара Трач — Танечка, однокласниця Альоші
- Михайло Козловський — Толя, однокласник Альоші
- Олег Ячанов — Мішка «Вертоліт», учень третього класу
- Всеволод Сафонов — Ігор Петрович, директор школи, ветеран війни
- Валентина Тализіна — Ганна Іллівна, вчителька
- Лев Дуров — Петров, полковник, конструктор танків
- Світлана Харитонова — Марія, мама Альоші
- Олексій Ванін — тато Альоші, лісник
- Ельза Леждей — Антоніна, мати Зіни
- Анатолій Обухов — Олексій Маркович, інженер лісгоспу
- Тамара Трушина — вчителька, що танцює на випускному вечорі
- Валентина Телегіна — санітарка у лікарні
- Володимир Скляров — хуліган в кепці
- Володимир Волков — Трьошкін
- В. Кисельов — епізод
- В. Пахомова — епізод
- Є. Філімонова — епізод
- О. Яйчук — епізод
- Вадим Яковенко — хлопець, який гнався за дівчиною
- А. Сафонов — епізод
- Валентина Губська — епізод
- Володимир Євченко — дядько Саня
- Юрій Параскевич — епізод
- А. Чинов — епізод

## Знімальна група
- Режисер — Радомир Василевський
- Сценарист — Радій Погодін
- Оператори — Юрій Клименко, Юрій Малиновський
- Композитор — Євген Крилатов
- Художник — Валентин Гідулянов